# خط پهلوی
خط پهلوی یا دبیرهٔ پهلوی نام یک دستهٔ کلی از خط‌هایی است که برای نوشتن زبان (های) پارسی میانه و پهلوی اشکانی (پارتی) به صورت کتیبه‌ای یا کتابی به کار می‌رفته‌اند. این خطوط از خط مانوی مستقل‌اند. تمام این خط‌ها ریشه در خط آرامی دارند و مانند آرامی از راست به چپ نوشته می‌شده‌اند.

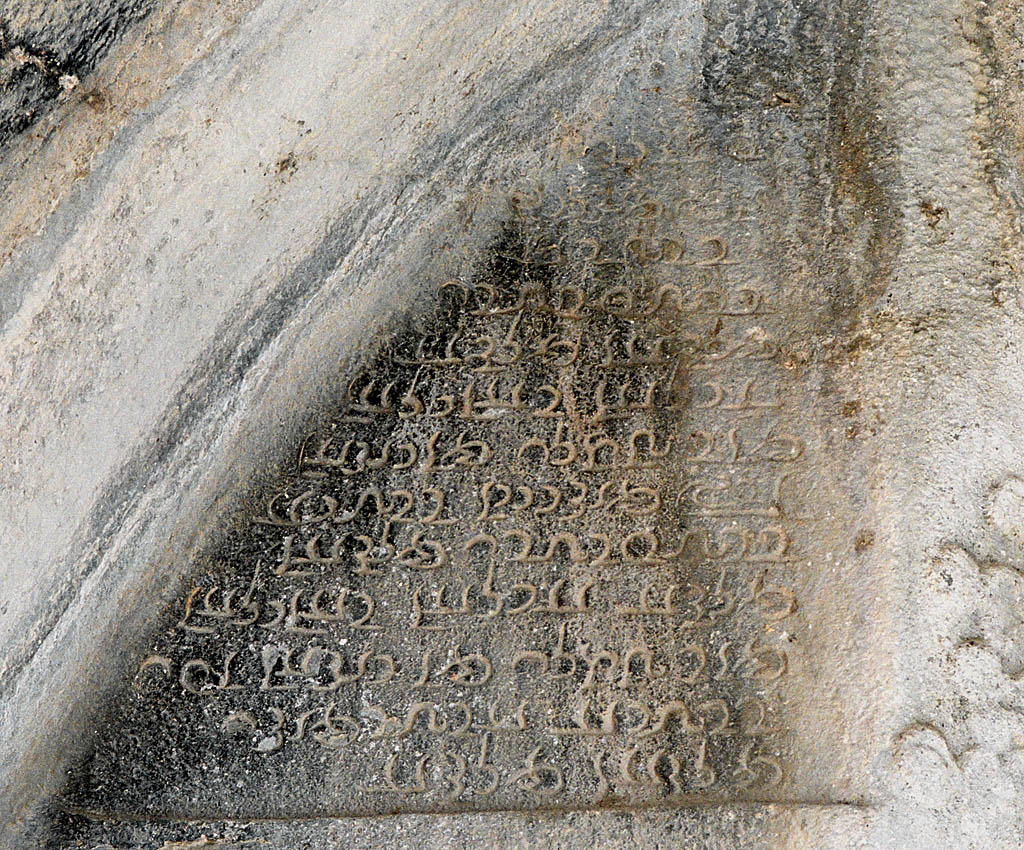
نمونه‌ای از خط پهلوی کتیبه‌ای در طاق بستان، قرن چهارم میلادی

## زیرشاخه‌ها
دبیره‌های پهلوی را معمولاً به زیرشاخه‌های زیر تقسیم می‌کنند:
- پارتی کتیبه‌ای یا دبیرهٔ پهلوی اشکانی، که با آن زبان پارتی را می‌نوشته‌اند (کتیبه‌ای و گسسته‌است).
- پهلوی کتیبه‌ای (گشته‌دبیره)، یا دبیرهٔ پهلوی ساسانی که کتیبه‌های پارسی میانه را بدان می‌نوشته‌اند.
- پهلوی کتابی (آم‌دبیره)، (پهلوی ساسانی پیوسته) که کتاب‌های پارسی میانه زردشتی بدان نوشته شده‌اند.
- پهلوی زبوری یا مسیحی، که ترجمه کتاب مقدس به زبان پارسی میانه بدان نوشته شده‌است.

این دبیره‌ها گرچه اصل و ریشه‌ای یکسان و شباهت‌هایی با هم دارند، تفاوتشان به اندازه‌ای است که جداگانه از آنها یاد می‌شود. حروف سنگ‌نبشته‌ای پارتی با پارسی میانه (کتیبه‌ای یا کتابی) نیز تفاوت‌های بسیار دارند. هرچند خود واژهٔ پهلوی برگفته از پهلو است که خود صورتی از واژهٔ پرثوه (که صورت باستانی واژهٔ پارت است) می‌باشد، اما اصطلاحاً به همه دبیره‌هایی که هم پارتی و هم پارسی میانه را با آنها نوشته‌اند، گفته می‌شود.
به‌طور کلی خط پهلوی خطی پرابهام به‌شمار می‌رود و ابهام بعضی گونه‌های آن نظیر پهلوی کتابی بیشتر از آنِ بقیه است. در گونه‌های منفصل بیشترین جنبهٔ ابهام به‌علت دلالت یک نویسه بر چندین واج است؛ مثلاً در پهلوی ساسانی کتیبه‌ای نویسهٔ « » می‌تواند دلالت بر صامت «ر» «و» یا مصوت «او» کند. در گونهٔ متصل علاوه بر این گونه ابهامات مشکل دیگری نیز پدیدار می‌گردد: اتصال چند حرف به یکدیگر باعث شباهت مجموعه حروف به حرفی دیگر می‌شود.

## ویژگی
خط پهلوی یکی از دشوارترین و پیچیده‌ترین خط‌های جهان است. این خط در کاملترین شرایط دارای ۲۲ حرف می‌باشد. به‌طوری که بسیاری از این حروف با چندین صدای مختلف ادا می‌شوند و خواننده با چندگانگی‌های زیادی در ادای واژگان روبرو می‌گردد. همچنین تفاوتهای زیادی در نسخه‌های مختلف خطوط پهلوی وجود داشته‌است. برای مثال خط پهلوی جنوب‌غرب ایران دارای ۱۹ حرف و خط پهلوی شمال غرب ایران دارای ۲۰ حرف بوده‌است. مشکلات این خط تا جایی بود که وقتی مغان زرتشتی اقدام به نگارش کتابهای دین زرتشت نمودند، خط پهلوی را در شأن کتاب اوستا ندیدند. از همین رو، با توسعهٔ خط پهلوی، خطی جدید و بسیار کامل به نام خط اوستایی ساختند و آن را دین‌دبیره (خط دینی) نامیدند.
ویژگی روشن خط پهلوی املای تاریخی و شبه‌تاریخی آن است؛ بدین‌گونه که صورت نوشته‌شده تنها ادامهٔ سنت نگارشی باستانی است (یعنی حالتی از زبان فارسی بین فارسی میانه و فارسی باستان را بازمی‌تاباند)، اما گونهٔ ملفوظ آن به دورهٔ میانه مربوط می‌شود. از مهم‌ترین شاخص‌ها خواندن حروف «ت»، «پ»، «ک» و «چ» پس از یک مصوت به ترتیب در پارسی میانه «د»، «ب»، «گ» و «ز» و در پارتی «د»، «ب»، «گ» و «ج» است. (مثلاً «بوت» می‌نوشتند «بود» می‌خواندند، یا «روچ» می‌نوشتند و در پارسی میانه «روز» و در پارتی «روژ» می‌خواندند). در مقابل، «د»، «ب» و «گ» پس از مصوت، در پارسی میانه «ی»، «و» و «ی» و در پارتی «ذ»، «ب» و «غ» خوانده می‌شده‌است.
خاصیت دیگری که در تمام گونه‌های خط پهلوی وجود دارد وجود هزوارش در نوشته‌هاست. هزوارش که به صورت هزوارشن و اوزوارشن و صورت‌های مشابه دیگر هم در زبان فارسی آمده‌است به این معنی است که در نوشتن متن‌های پهلوی گاه کلمه‌ای را به زبان آرامی می‌نوشتند لیکن هنگام قرائت فارسی می‌خواندند؛ مثلاً ملک می‌نوشتند و هنگام قرائت شاه می‌خواندند. باید توجه داشت که هزوارش یک نوع خاص از واژه‌نگاشت است و با وام‌واژه تفاوت دارد. وام‌واژه یک عادت زبانی‌است در حالی که هزوارشن تنها یک عادت رسم‌الخطی است. برای علت یا شوند وجود هزوارشن در نوشته‌های پهلوی گمانه‌های گوناگونی زده‌اند. یکی از این گمانه‌ها این است که از آنجا که سنت دبیری خاص آرامیان بوده‌است، بسیاری این واژه‌ها در نوشتار وارد شده‌اند اما از آنجا که اربابان این دبیران آرامی نمی‌دانستند این واژه‌ها هنگام برخوانی از بهر ایشان به فارسی برگردانده می‌شدند.

خط پهلوی که خطی پرابهام بود برای ثبت دقیق اصوات مفید نبود و حتی می‌توانست باعث اشتباه در قرائت شود. از طرفی اوستا به زبان اوستایی بود که در آن زمان یک زبان مرده بود، از این رو در زمان ساسانیان برای نوشتن اوستا خط اوستایی از روی خط پهلوی کتابی ابداع شد. خط اوستایی خطی فونتیکی است و حرف‌های آن منفصل بودند 

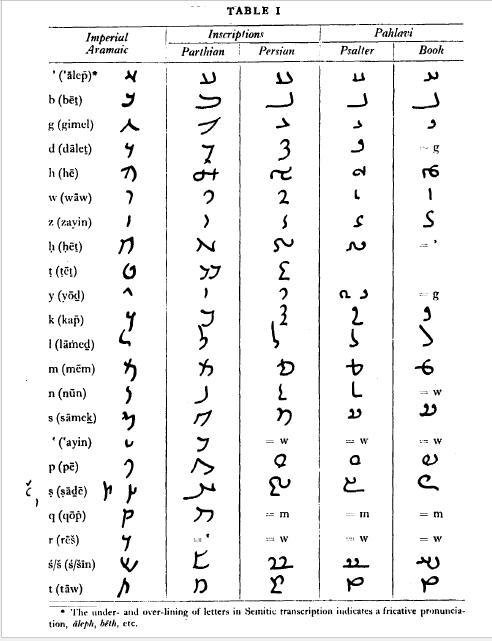
مقایسه خط پارسیگ کتیبه ای و کتابی با اوستایی

 (جز چند مورد معدود لیگاتور که اصلی متأخرتر دارند) و در این خط هر حرف به جای اینکه بیانگر یک واج باشد (چنان‌که در خط‌های هر زبانی مرسوم است)، بیانگر یک آواست. در بعضی متن‌های پهلوی واژه‌های دشوار و دور از ذهن گاه به خط اوستایی نوشته می‌شدند.
معمولاً ایران‌شناسان برای مطالعه و اندرنگرش متن‌های پهلوی آنها را به خط لاتینی برمی‌گردانند. این برگردانیدن به دو گونه حرف‌نویسی و آوانویسی صورت می‌پذیرد. در مرحلهٔ نخست متن را به دبیرهٔ لاتینی حرف‌نویسی می‌کنند و در مرحلهٔ بعد آن را آوانویسی می‌کنند. به‌خاطر ابهام خط پهلوی حتی حرف‌نویسی متن‌ها هم کار چندان آسانی نیست. در برخی موارد خصوصاً آنِ مربوط به خط پهلوی کتابی گاه بر سر صورت حرف‌نویسی‌شدهٔ واژه میان ایران‌شناسان اختلاف نظر وجود دارد. آوانویسی خط پهلوی هم دشواری‌های زیادی دارد. نخست این‌که در خط پهلوی مصوت‌های کوتاه نشانهٔ جدا و ویژه‌ای نمی‌دارند. دوم این‌که مصوت‌های بلند را گاه به صورت صامت هم می‌توان در نظر گرفت. این دو ویژگی گفته‌شده در خط امروزی فارسی هم وجود دارد (مثلاً شاپور را شاپوَر هم می‌توان خواند). دیگر آنکه در خط پهلوی املای تاریخی و شبه‌تاریخی فراوان یافت می‌شود. از این رو صورت نوشتهٔ کلمات لزوماً صورت ملفوظ آنها در زمان کتابت متن نیست.

## وات‌ها (حرف‌ها)
| آرامی شاهنشاهی | پارتی | پارسی میانه سنگ‌نوشته‌ای (گشته‌دبیره) | پارسی میانهٔ مَزامیری | پارسی میانهٔ کتابی (آم‌دبیره) همراه دیاکریتیک | پارسی میانهٔ کتابی (آم‌دبیره) همراه دیاکریتیک | هم‌ارزِ پارسی نو | هم‌ارزِ دین‌دَبیره (اوستایی) |
| -------------- | ----- | ---------------------------------- | ------------------- | ------------------------------------------- | ------------------------------------------- | -------------- | ------------------------ |
| 𐡀              | 𐭀     | 𐭠                                  | 𐮀                   |                                             |                                             | ء، ا           | 𐬀/𐬁                      |
| 𐡁              | 𐭁     | 𐭡                                  | 𐮁                   |                                             |                                             | ب              | 𐬠                        |
| 𐡂              | 𐭂     | 𐭢                                  | 𐮂                   |                                             |                                             | ج              | 𐬘                        |
| 𐡂              | 𐭂     | 𐭢                                  | 𐮂                   |                                             |                                             | گ              | 𐬔                        |
| 𐡃              | 𐭃     | 𐭣                                  | 𐮃                   | /                                           |                                             | د              | 𐬛                        |
| 𐡃              | 𐭃     | 𐭣                                  | 𐮃                   |                                             |                                             | ذ              | 𐬜                        |
| 𐡄              | 𐭄     | 𐭤                                  | 𐮄                   |                                             | (تنها در پایان هُزوارِش‌ها)                    | ه‍              | 𐬵                        |
| 𐡅              | 𐭅     | 𐭥                                  | 𐮅                   |                                             |                                             | و              | 𐬏/𐬬/𐬡                    |
| 𐡆              | 𐭆     | 𐭦                                  | 𐮆                   |                                             |                                             | ز              | 𐬰                        |
| 𐡆              | 𐭆     | 𐭦                                  | 𐮆                   |                                             |                                             | ژ              | 𐬲                        |
| 𐡇              | 𐭇     | 𐭧                                  | 𐮇                   | ،                                           |                                             | خ              | 𐬑                        |
| 𐡈              | 𐭈     | 𐭨                                  |                     |                                             |                                             | ط              | —                        |
| 𐡉              | 𐭉     | 𐭩                                  | 𐮈                   |                                             |                                             | ی              | 𐬍/𐬫                      |
| 𐡊              | 𐭊     | 𐭪                                  | 𐮉                   |                                             |                                             | ک              | 𐬐                        |
| 𐡊              | 𐭊     | 𐭪                                  | 𐮉                   |                                             |                                             | غ              | 𐬖                        |
| 𐡋              | 𐭋     | 𐭫                                  | 𐮊                   |                                             | (تنها در هُزوارِش‌ها)                          | ل              | 𐬮                        |
| 𐡌              | 𐭌     | 𐭬                                  | 𐮋                   |                                             |                                             | م              | 𐬨                        |
| 𐡍              | 𐭍     | 𐭭                                  | 𐮌                   | /                                           |                                             | ن              | 𐬥                        |
| 𐡎              | 𐭎     | 𐭮                                  | 𐮍                   | /                                           |                                             | س              | 𐬯                        |
| 𐡏              | 𐭏     |                                    |                     |                                             |                                             | ع              | —                        |
| 𐡐              | 𐭐     | 𐭯                                  | 𐮎                   |                                             |                                             | ف              | 𐬟                        |
| 𐡐              | 𐭐     | 𐭯                                  | 𐮎                   |                                             |                                             | پ              | 𐬞                        |
| 𐡑              | 𐭑     | 𐭰                                  | 𐮏                   | /                                           |                                             | چ              | 𐬗                        |
| 𐡒              | 𐭒     |                                    |                     |                                             |                                             | ق              | —                        |
| 𐡓              | 𐭓     |                                    |                     |                                             |                                             | ر              | 𐬭                        |
| 𐡔              | 𐭔     | 𐭱                                  | 𐮐                   | /                                           |                                             | ش              | 𐬱                        |
| 𐡕              | 𐭕     | 𐭲                                  | 𐮑                   |                                             |                                             | ت              | 𐬙                        |

## شمارها (عددها)
| آرامیِ شاهنشاهی | پارتی | پارسی میانهٔ سنگ‌نبشته‌ای (گشته‌دبیره) | پارسی میانهٔ مَزامیری | پارسی نو |
| -------------- | ----- | ---------------------------------- | ------------------- | -------- |
| 𐡘              | 𐭘     | 𐭸                                  | 𐮩                   | ۱        |
| 𐡙              | 𐭙     | 𐭹                                  | 𐮪                   | ۲        |
| 𐡚              | 𐭚     | 𐭺                                  | 𐮫                   | ۳        |
|                | 𐭛     | 𐭻                                  | 𐮬                   | ۴        |
| 𐡛              | 𐭜     | 𐭼                                  | 𐮭                   | ۱۰       |
| 𐡜              | 𐭝     | 𐭽                                  | 𐮮                   | ۲۰       |
| 𐡝              | 𐭞     | 𐭾                                  | 𐮯                   | ۱۰۰      |
| 𐡞              | 𐭟     | 𐭿                                  |                     | ۱٬۰۰۰    |
| 𐡟              |       |                                    |                     | ۱۰٬۰۰۰   |

## یادداشت
1. ↑  شمار حرف‌های دین‌دیبره (اوستایی) بیش از این است و تنها هم‌ارزهای دیگر خط‌ها در این جدول آمده است. برای دیدن همهٔ حرف‌های دین‌دبیره به مقالهٔ خط اوستایی بنگرید.
2. ↑  فقط در پازند یعنی نوشته‌های پارسی میانه که به خط اوستایی نوشته شده اند دیده می‌شود چرا که در زبان اوستایی، واج /ل/ نیست.